# Seazzadactylus
Seazzadactylus es un género extinto de pterosaurio basal el cual vivió durante el final del Triásico en el área de la actual Italia.

## Descubrimiento
En 1997, el paleontólogo aficionado Umberto Venier descubrió el esqueleto de un pterosaurio en un peñasco que yacía en un lecho en el arroyo de Seazza, justo antes de que este se una al río Tagliamento, cerca de Preone en las Dolomitas. Venier llevó el hallazgo al  Museo Friulano di Storia Naturale en Údine. Tras una preparación parcial del fósil, el paleontólogo Fabio Marco Dalla Vecchia anunció el descubrimiento en la literatura científica en el año 2000. En 2003, Dalla Vecchia refirió el espécimen a Eudimorphodon. Sin embargo, la preparación adicional del fósil en 2009 lo llevó a concluir que era una especie nueva para la ciencia, que no era idéntica ni a Eudimorphodon o a Carniadactylus.
En 2019, Dalla Vecchia nombró y describió a la especie tipo Seazzadactylus venieri. El nombre de este género combina la referencia a Seazza con el término griego daktylos, "dedo". El nombre de la especie honra a Venier como descubridor del fósil.
El espécimen holotipo, MFSN 21545, fue hallado en una capa de la Formación Dolomia di Forni la cual data de mediados a finales de la época del Noriense. Consiste de un esqueleto parcial con cráneo y mandíbulas. El esqueleto no está articulado pero los huesos están cercanamente asociados. Carece de cola y muchos de los huesos de los pies. Representa a un individuo subadulto, no desarrollado por completo.

## Descripción

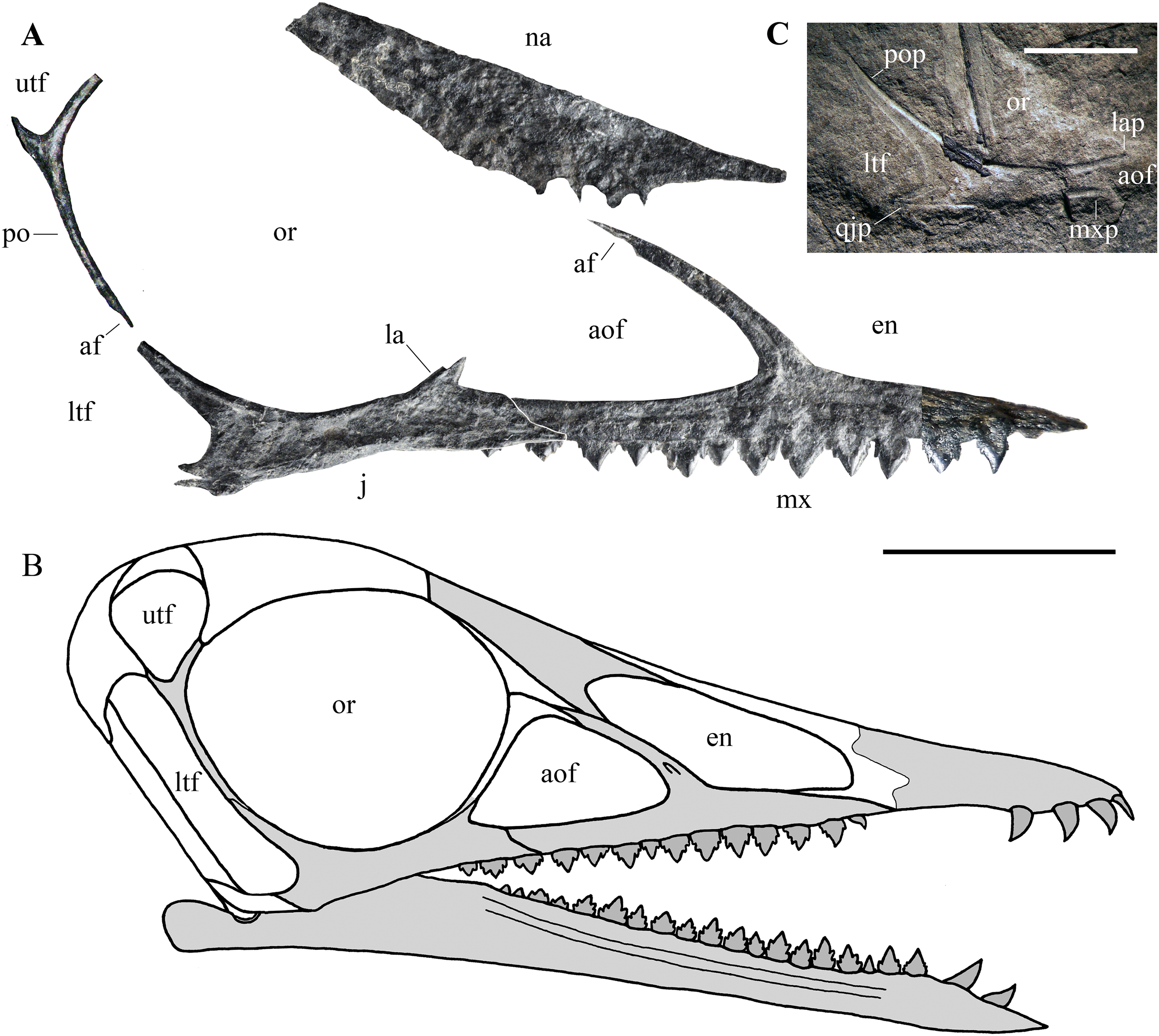
Cráneo reconstruido.

Dalla Vecchia estableció una serie de rasgos apomórficos. En el premaxilar, los dientes están limitados a la mitad frontal de ese hueso. El hueso yugal tiene un ramo frontal alto, estrechándose al frente y hacia abajo hacia una punta afilada en forma de aguja. El cuerpo principal del hueso yugal está perforado en el medio por un foramen grande. El ramo frontal del hueso pterigoideo hace un ángulo recto en la cara exterior. El hueso ectopterigoideo se posiciona por detrás del pterigoideo y tiene un lado externo del ramo recurvado en dirección al yugal así como un ramo posterior. Los dientes en el maxilar y el dentario poseen múltiples cúspides, a veces tantas como seis o siete, mientras que los dientes en erupción con tres cúspides están ausentes. El primer, segundo y tercer dientes maxilares están recurvados, con una curvatura que disminuye gradualmente a lo largo de la serie dental. La escápula tiene forma de abanico expandido hacia la parte posterior. El hueso pteroide es pequeño y delgado, con una forma semejante a la de un signo de exclamación.

## Filogenia
Seazzadactylus fue situado en el grupo Pterosauria en 2019, en una posición basal por fuera de Monofenestrata. Un análisis cladístico mostró que era parte de un clado aún sin nombrar que contiene a Arcticodactylus, Austriadraco, Carniadactylus, Raeticodactylus y Caviramus. En el árbol evolutivo Seazzadactylus estaría posicionado directamente por encima de Austriadraco y debajo de Carniadactylus. Eudimorphodon no fue clasificado como un pariente cercano, estando en cambio en una posición más derivada, bajo Campylognathoides.